# Сепиолит
Сепиоли́т (от сепия и др.-греч. λίθος — камень), морская пе́нка, меершаум (нем. Meerschaum), ранее также магнезит (устар.):209 — минерал, по своим свойствам принадлежащий к группе талька и серпентина, по химическому составу — сложный силикат магния, типичная формула, для которого Mg4(Si6O15)(OH)2 . 6H2O.
Название минерал получил из-за сходства с пористым известковым скелетом каракатицы-сепии. В российской-советской минералогии до середины XX века более употребительным было название морская пенка, присвоенное ещё Вернером в конце XVIII века.

## Свойства
Кристаллизуется в ромбической системе, образуя волокнистые субмикроскопические кристаллики. Сепиолит представляет собой плотные почкообразные массы, образуется чаще всего как продукт выветривания серпентинитов. Излом плоскораковистый, матовый. Дает блестящую черту; жирен на ощупь; прилипает к языку; непрозрачен. Цвет желтовато- и серовато-белый. Перед паяльной трубкой сжимается, твердеет и по краям сплавляется в белую эмаль. Соляная кислота разлагает с выделением хлопьевидной кремниевой кислоты.
Сравнительные химические анализы природных сепиолитов показали, что в подавляющем большинстве случаев они представляют собой гидросиликаты магния с незначительным процентом алюминия в составе. В противоположность этому, близкородственный минерал палыгорскит, нередко встречающийся вместе с сепиолитом, как правило, содержит значительно более существенное количество алюминия. Исходя из этого, Лаппаран (Lapparent, 1936) и Кайер (см. Brindley, 1951), учитывая фактически установленные отношения SiO2:MgO, близкие к 1,5, и особенности изменения структуры минерала при нагревании, предложили следующую формулу сепиолита: 6SiO24MgO·2H2O.:45
Идеальная структурная формула сепиолита, предложенная Наги и Брэдли (Nagy, Bradley, 1955), на основе поясной структуры имеет вид: H4Mg9Si12О30(ОН)10·6H2O.:45

## Происхождение
Сепиолит встречается в виде плотных или губчатых и очень лёгких агрегатов («морская пена»). Образуется в почвах в условиях аридного и полуаридного климата, в морских и солоно-водных бассейнах, среди осадочных глинисто-карбонатных пород, а также при выветривании серпентинитов. Богатые никелем разновидности сепиолита входят в состав силикатных никелевых руд.

## Месторождения
Главные месторождения: Эскишехир в Анатолии (Турция), Натолия, Невропонт, Рубшиц (в змеевике), Феодосия в Крыму и др. местах.

## Применение
Применяется в буровых работах, в качестве абсорбента, для производства кошачьих наполнителей и поделочных работах (трубки для курения, напёрстки, различные украшения и др.).